# بنيامين بوك
بنيامين بوك Benjamin Bok (ولد في 25 يناير 1995 في ليليستاد) لاعب شطرنج هولندي يحمل لقب أستاذ كبير.
- فاز في بطولة لندن للشطرنج الكلاسيكي القسم المفتوح عام 2015.
- في أغسطس 2017 أصبح المصنف الرابع في هولندا والمصنف رقم 184 عالمياً.

## وصلات خارجية
- بنيامين بوك على موقع الاتحاد الدولي للشطرنج (الإنجليزية)
- بنيامين بوك على موقع مباريات الشطرنج (الإنجليزية)
- بنيامين بوك على موقع 365Chess.com (الإنجليزية)
- بنيامين بوك على موقع Chesstempo.com (الإنجليزية)
- بنيامين بوك على موقع الاتحاد الأمريكي للشطرنج (الإنجليزية)